# Horská chata Smědava
Horská chata Smědava – czeski hotel, a wcześniej schronisko turystyczne, położony na przełęczy Smědava w Górach Izerskich na wys. 847 m n.p.m.

## Historia

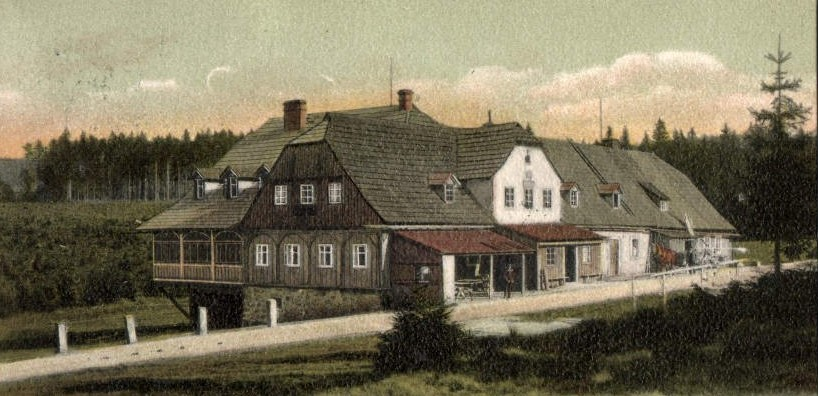
Schronisko Wittighaus (ok. 1905)

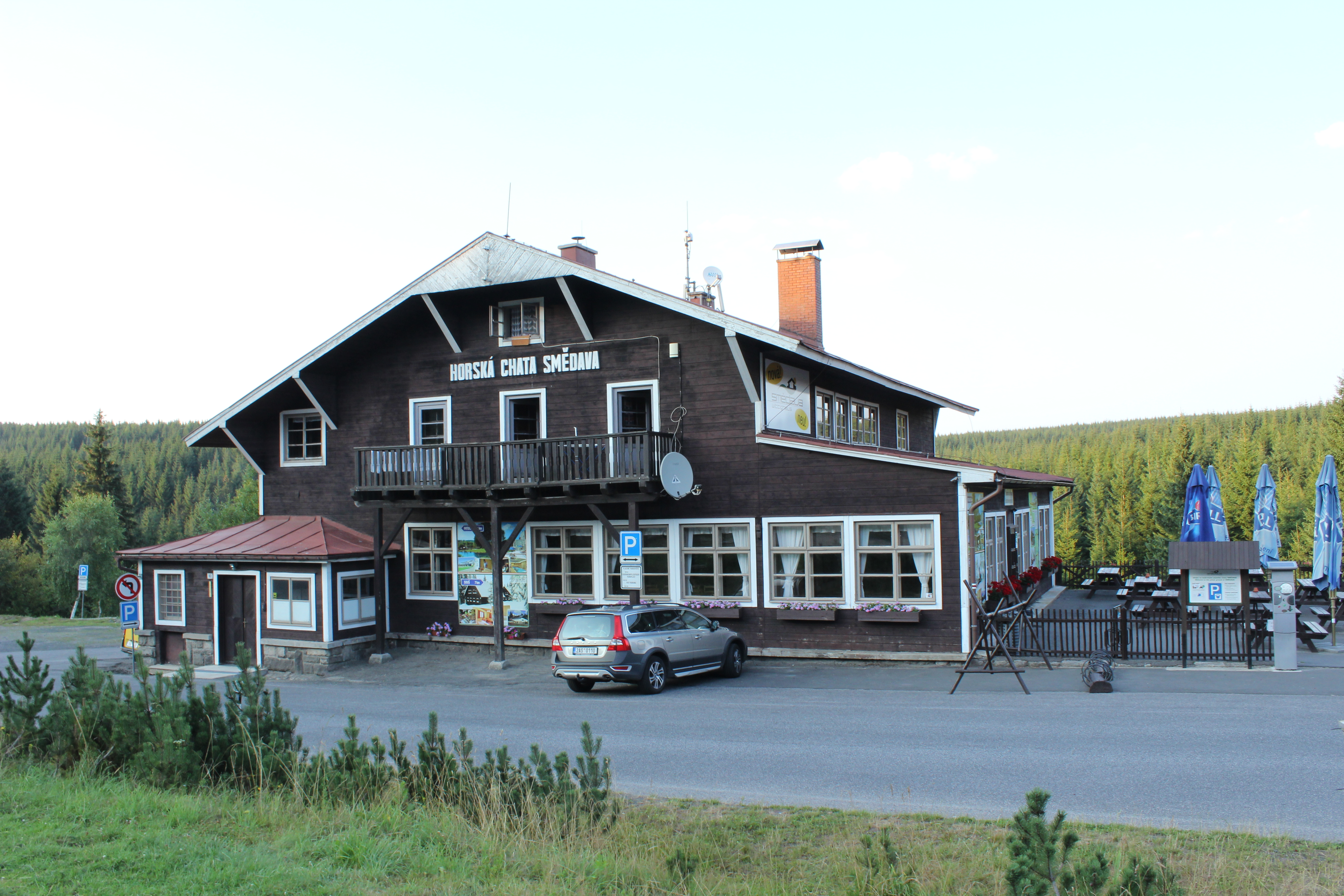
Horská chata Smědava przed rozbiórką (2018)

Pierwsza wzmianka o obiekcie położonym na przełęczy i udzielającym noclegów pochodzi z 1814 roku. Wówczas korzystali z niego węglarze, drwale, myśliwi oraz przemytnicy i kłusownicy. Większy budynek, pełniący zarazem funkcję strażnicy celnej wybudowano w 1941 roku. Schronisko nazwano Wittighaus (od niemieckiej nazwy rzeki Witki).
W dniu 16 czerwca 1932 roku schronisko strawił pożar. Zostało odbudowane w 1935 roku w mniejszej, ale nowocześniejszej bryle. Po II wojnie światowej obiekt znacjonalizowano, a w latach 1950-1998 znajdował się z zarządzie Czechosłowackich Lasów Państwowych. Potem schronisko przejął prywatny właściciel. W 2014 roku nieruchomość nabyła firma Antonie Hotels, która rozebrała obiekt w 2021 roku, a na jego miejsce postawiono obecnie istniejący budynek. Chata została ponownie otwarta w dniu 1 lipca 2023 roku.

## Warunki pobytu
Obecnie obiekt funkcjonuje jako czterogwiazdkowy hotel. Posiada 12 dwuosobowych pokojów z łazienkami; apartamenty posiadają również aneks kuchenny. W hotelu funkcjonuje restauracja (produktem firmowym jest Smědavský knedlík), chata oferuje również usługi wellness oraz organizacji konferencji (sala na 60 osób).

## Dojazd i szlaki turystyczne
Przez przełęcz przebiega droga krajowa nr 290, łącząca Hejnice z Desną. Ponadto wiodą tędy następujące pisze szlaki turystyczne:
- Nové Město pod Smrkem, węzeł szlaków U Spálené hospody - U červeného buku (węzeł szlaków, 694 m n.p.m.) - Hubertka - Bartlova bouda - Předěl (890 m n.p.m.) - Horská chata Smědava - Desná
- Bílý Potok - Horská chata Smědava - Josefův Důl